# Банбершайд
Банбершайд (нем. Bannberscheid) — община в Германии, в земле Рейнланд-Пфальц. 
Входит в состав района Вестервальд. Подчиняется управлению Виргес.  Население составляет 612 человек (на 31 декабря 2010 года). Занимает площадь 1,88 км².